# Zinn(II)-bromid
Zinn(II)-bromid ist eine anorganische chemische Verbindung des Zinns aus der Gruppe der Bromide.

## Gewinnung und Darstellung
Zinn(II)-bromid kann durch Reaktion von Zinn mit Bromwasserstoffsäure gewonnen werden.
{\displaystyle \mathrm {Sn+2\ HBr\longrightarrow SnBr_{2}+H_{2}} }

## Eigenschaften
Zinn(II)-bromid ist ein gelber etwas hygroskopischer und lichtempfindlicher Feststoff, der in Wasser unter teilweiser Zersetzung löslich ist. Es besitzt eine Kristallstruktur vom Blei(II)-chlorid-Typ. Beim Erhitzen an Luft tritt teilweise Oxidation zu Zinn(IV)-Verbindungen ein. Mit Halogeniden bildet es Halogenkomplexe.